# Hoplobatrachus occipitalis
Hoplobatrachus occipitalis är en groddjursart som först beskrevs av Günther 1858.  Hoplobatrachus occipitalis ingår i släktet Hoplobatrachus och familjen Dicroglossidae. IUCN kategoriserar arten globalt som livskraftig. Inga underarter finns listade i Catalogue of Life.